# Октябри Кабир
Октябри Кабир (тадж. Октябри Кабир) — село в Кушониёнском районе Хатлонской области Республики Таджикистан. Подчинен администрации джамоата посёлка Бохтариён.
Находится на расстоянии 32 км от райцентра (пгт. им. Исмоила Сомони) и 12 км от посёлка Бохтариён.
Население — 790 чел. (2017).